# Earl of Sutherland

Wappen des Earl of Sutherland

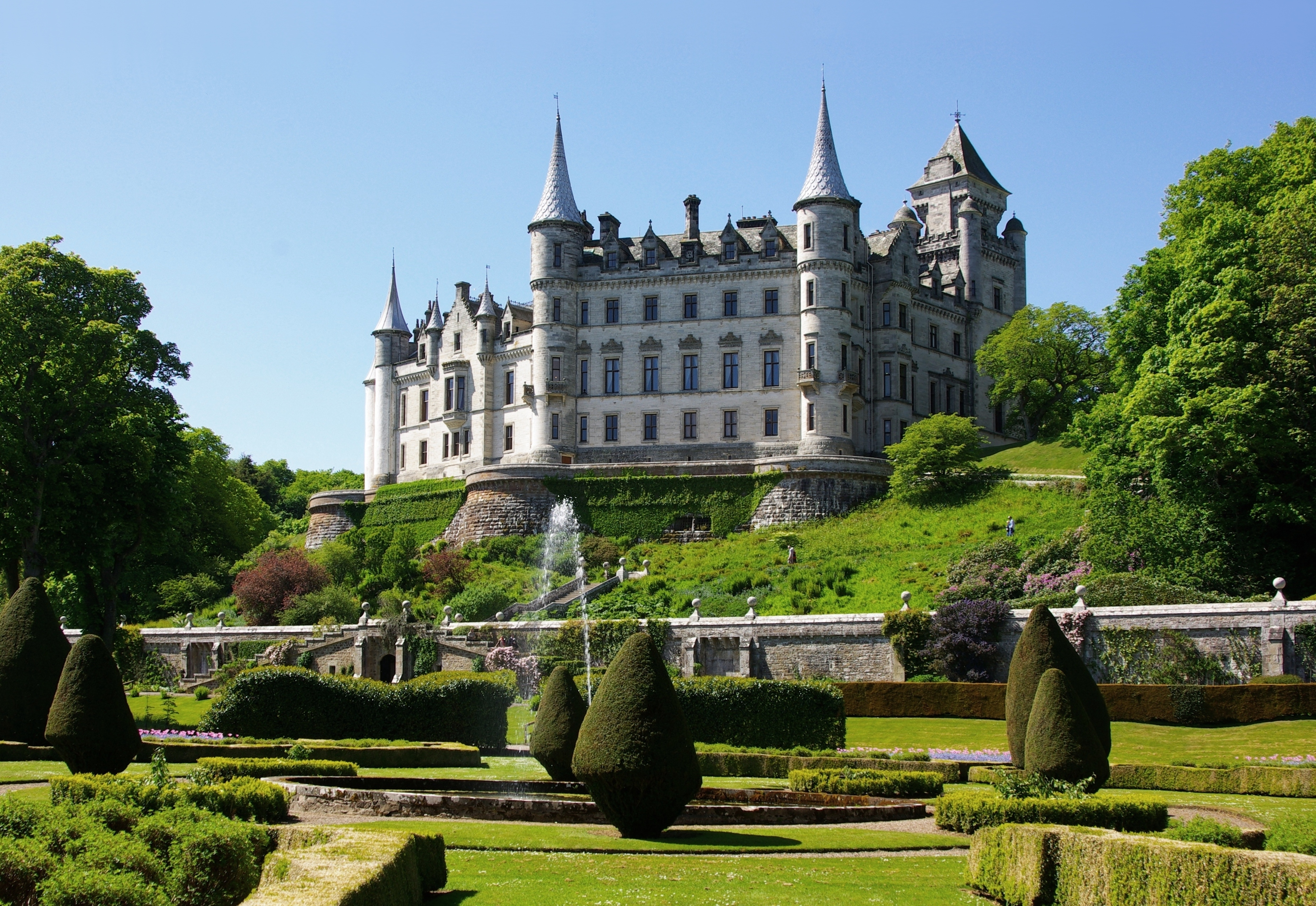
Dunrobin Castle, Sitz der Earls of Sutherland

Earl of Sutherland ist ein erblicher britischer Adelstitel in der Peerage of Scotland.

## Verleihung
Er wurde um 1235 für William de Moravia, genannt William Sutherland, geschaffen. Der Titel ist in Ermangelung männlicher Nachkommen auch in weiblicher Linie vererbbar.
Seit dem späten 16. Jahrhundert führt der älteste Sohn des Earls als Titelerbe (Heir apparent) den Höflichkeitstitel Lord Strathnaver. Ob dem 1. Earl um 1235 eine entsprechende Lordship of Parliament als nachgeordneter Titel verliehen wurde, ist fraglich.
Dem Ehemann der 19. Countess, George Leveson-Gower, 2. Marquess of Stafford, wurde 1833 in der Peerage of the United Kingdom der Titel Duke of Sutherland verliehen. Ihr Sohn vereinte nach ihrem Tod beide Titel. Beim Tod des kinderlosen 5. Duke of Sutherland 1963 fiel das Earldom an seine Nichte Elizabeth Sutherland als 24. Countess, während der Titel Duke of Sutherland auf einen entfernten Verwandten, den 5. Earl of Ellsmere, überging. Heutiger Titelinhaber ist seit 2019 deren Sohn, Alistair Sutherland als 25. Earl.
Der Earl ist erblicher Clan Chief des Clan Sutherland.
Familiensitz ist Dunrobin Castle bei Golspie im schottischen County Sutherland.

## Earls of Sutherland (um 1235)
- William de Moravia, 1. Earl of Sutherland (um 1210–1248)
- William Sutherland, 2. Earl of Sutherland (um 1235–1307)
- William Sutherland, 3. Earl of Sutherland († 1330)
- Kenneth Sutherland, 4. Earl of Sutherland (um 1270–1333)
- William Sutherland, 5. Earl of Sutherland (um 1312–1370)
- Robert Sutherland, 6. Earl of Sutherland (um 1350–1427)
- John Sutherland, 7. Earl of Sutherland (um 1390–1460)
- John Sutherland, 8. Earl of Sutherland (1435–1508)
- John Sutherland, 9. Earl of Sutherland († 1514)
- Elizabeth Sutherland, 10. Countess of Sutherland (1470–1535)
- John Gordon, 11. Earl of Sutherland (um 1526–1567)
- Alexander Gordon, 12. Earl of Sutherland (um 1552–1594)
- John Gordon, 13. Earl of Sutherland (1576–1615)
- John Gordon, 14. Earl of Sutherland (1609–1679)
- George Gordon, 15. Earl of Sutherland (1633–1703)
- John Sutherland, 16. Earl of Sutherland (1661–1733)
- William Sutherland, 17. Earl of Sutherland (1708–1750)
- William Sutherland, 18. Earl of Sutherland (1735–1766)
- Elizabeth Leveson-Gower, Duchess of Sutherland, 19. Countess of Sutherland (1765–1839)
- George Sutherland-Leveson-Gower, 2. Duke of Sutherland, 20. Earl of Sutherland (1786–1861)
- George Sutherland-Leveson-Gower, 3. Duke of Sutherland, 21. Earl of Sutherland (1828–1892)
- Cromartie Sutherland-Leveson-Gower, 4. Duke of Sutherland, 22. Earl of Sutherland (1851–1913)
- George Sutherland-Leveson-Gower, 5. Duke of Sutherland, 23. Earl of Sutherland (1888–1963)
- Elizabeth Sutherland, 24. Countess of Sutherland (1921–2019)
- Alistair Sutherland, 25. Earl of Sutherland (* 1947)

Heir Presumptive ist die älteste Tochter des derzeitigen Earls, Lady Rachel Elizabeth Sutherland, Mistress of Sutherland (* 1970).